# 3C-P
3C-P（化学名：α-甲基-4-丙氧基-3,5-二甲氧基苯乙胺）是一种含氮有机化合物，化学式为C14H23NO3，属于苯乙胺衍生物类迷幻药物。